# 삼성 갤럭시 기어
삼성 갤럭시 기어(영어: Samsung Galaxy Gear) 또는 삼성 기어(영어: Samsung Gear)는 삼성전자에서 제조, 판매하는 안드로이드 스마트워치다. 하지만 타이젠 OS 업데이트 이후 부트로고에서도 삼성 기어로 변경되어 네이밍이 공식 변경되었다.
2013년 9월 4일 삼성전자의 제품 소개 이벤트에서 공개하여, 2013년 9월 25일에 출시한 스마트워치다.

## OS 업데이트
2014년 5월자로 안드로이드 4.2.2에서 타이젠 OS 2.2.1.1 로 업데이트되었다.

## 색상
- 오트밀 베이지 (베젤: 실버, 밴드: 오트밀 베이지)
- 와일드 오렌지 (베젤: 실버, 밴드: 와일드 오렌지)
- 모카 그레이 (베젤: 실버, 밴드: 모카 그레이)
- 제트 블랙 (베젤: 실버, 밴드: 제트 블랙)
- 라임 그린 (베젤: 실버, 밴드: 라임 그린)
- 로즈 골드 (베젤: 로즈 골드, 밴드: 오트밀 베이지)
- 골드 스폐셜 (베젤: 골드 , 밴드 : 골드 )

## 호환 제품
- 삼성 갤럭시 노트 3[9]
- 삼성 갤럭시 노트 10.1 2014 에디션
- 삼성 갤럭시 노트 프로 12.2
- 삼성 갤럭시 탭 프로 (8.4, 10.1, 12.2)
- 삼성 갤럭시 그랜드 2

### 펌웨어 업그레이드로 사용 가능한 기기
- 삼성 갤럭시 S4[10]
- 삼성 갤럭시 S III
- 삼성 갤럭시 노트 II
- 삼성 갤럭시 S4 미니
- 삼성 갤럭시 S4 액티브
- 삼성 갤럭시 메가 6.3

## 같이 보기
- 스마트워치
- 착용 컴퓨터
- 구글 글래스
- 갤럭시 노트 3
- 갤럭시 노트 10.1 2014 에디션